# Oman vid världsmästerskapen i simsport 2024
Oman tävlade vid världsmästerskapen i simsport 2024 i Doha i Qatar mellan den 2 och 18 februari 2024. Oman hade en trupp på två manliga idrottare.

## Tävlande per sport
Följande är en lista över antalet tävlande per sport.
| Sport   | Herrar | Damer | Totalt |
| ------- | ------ | ----- | ------ |
| Simning | 2      | 0     | 2      |
| Totalt  | 2      | 0     | 2      |

## Simning
Herrar
| Idrottare         | Gren            | Heat    | Heat      | Semifinal        | Semifinal        | Final            | Final            |
| Idrottare         | Gren            | Tid     | Placering | Tid              | Placering        | Tid              | Placering        |
| ----------------- | --------------- | ------- | --------- | ---------------- | ---------------- | ---------------- | ---------------- |
| Issa Al-Adawi     | 50 m frisim     | 24,60   | 73        | Gick inte vidare | Gick inte vidare | Gick inte vidare | Gick inte vidare |
| Issa Al-Adawi     | 100 m frisim    | 53,29   | 78        | Gick inte vidare | Gick inte vidare | Gick inte vidare | Gick inte vidare |
| Mashal Al-Kulaibi | 100 m fjärilsim | 1.02,36 | 63        | Gick inte vidare | Gick inte vidare | Gick inte vidare | Gick inte vidare |